# Bathyscaph

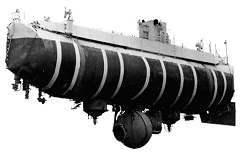
Bathyscaph Trieste

Als Bathyscaph oder Bathyskaph bezeichnete der Schweizer Forscher Auguste Piccard die von ihm entwickelten Tiefsee-U-Boote. Dabei bediente er sich der griechischen Wörter bathys („tief“) und skaphos („Schiff“). Der Begriff steht im Gegensatz zum Mesoskaph.

## Technik eines Bathyscaphen

Bathyscaph Trieste im Längsschnitt

Schematischer Ablauf eines Tauchgangs:
1. Start: Fluten der Wasser-Ballasttanks.
2. Tauchgang wird beendet: Ballastabwurf.
3. Der Bathyscaph steigt an die Oberfläche.

Die druckfeste Tauchkugel für die Besatzung ist am Auftriebskörper befestigt. Um abtauchen zu können, sollten außer der Tauchkugel keine luftgefüllten Hohlräume vorhanden sein. Der Auftriebskörper ist mit einer Flüssigkeit gefüllt, die eine geringere Dichte als Wasser aufweist. Meist wird dazu Benzin verwendet. Flüssigkeiten sind kaum komprimierbar und behalten daher in der Tiefe ihr Volumen und damit ihren statischen Auftrieb bei. Damit die geringfügige Kompressibilität den Auftriebskörper nicht verformt, werden die Tanks freiflutend ausgeführt, indem sie auf der Unterseite eine Öffnung erhalten.
Der Zugang zur Tauchkugel erfolgt über einen Schacht. Dieser ist nicht druckfest und wird beim Tauchgang geflutet. An der Unterseite des U-Boots sind Greifer, Lampen, Kameras und andere Ausrüstung im Blickfeld der Besatzung angebracht.
Die Auf- und Abwärtsbewegung wird durch Ballast gesteuert.
1. Das Benzin und die zu Beginn luftgefüllten Wasser-Ballasttanks sorgen für Auftrieb: Der Bathyscaph schwimmt.
2. Zu Beginn des Tauchgangs werden die Wasser-Ballasttanks geflutet: Der Auftrieb verringert sich, das U-Boot sinkt.
3. Zum Auftauchen wird Eisenballast abgeworfen: Der Bathyscaph steigt wieder auf.

Die Steuerung ähnelt daher einem Ballon.
Eine spezielle Form des Ballastes besteht in einer langen, schweren Kette. Solange die Kette frei im Wasser hängt, trägt sie zum Gesamtgewicht des Bathyscaphs bei. Sobald sie auf dem Meeresgrund auftrifft, verringert sich das Gesamtgewicht des Bathyscaphs um das Gewicht der auf dem Boden liegenden Kettenglieder. Je weiter der Bathyscaph sinkt, desto geringer wird das effektive Gesamtgewicht: Das Sinken wird zunächst verlangsamt und schließlich beendet. So wird ein Aufschlagen auf dem Meeresgrund verhindert. Auch wirkt die Kette wie ein Schleppanker.
Der Eisenschrotballast befindet sich in Ballastsilos und wird dort durch elektromagnetisch schließende Schieber gehalten. Zum Auftauchen werden die Elektromagneten abgeschaltet, wodurch sich die Schieber selbsttätig oder durch Federkraft öffnen und der Ballast herab fällt. Dieses Fail-Safe-Prinzip dient der Sicherheit: Bei einem Stromausfall oder Defekt an der Anlage taucht der Bathyscaph automatisch auf. Die Akkus befinden sich unter Umgebungsdruck. Sie dürfen daher keine luftgefüllten Hohlräume enthalten.
Als weitere Sicherheitsmaßnahme kann zusätzlicher Ballast mitgeführt werden, der in Notfällen abgeworfen wird. Der Auftriebskörper kann weitere Tanks enthalten, die an der Oberfläche ausgepumpt und mit Luft gefüllt werden, um das Schwimmverhalten an der Oberfläche zu verbessern.
Der Bathyscaph ist eine Weiterentwicklung der Tauchkugel am Seil (Bathysphäre): Durch die unabhängige Tarierungskontrolle und durch elektrisch angetriebene Schrauben kann er wesentlich unabhängiger als eine Bathysphäre operieren. Im Vergleich zu einem U-Boot ist die Beweglichkeit des Bathyscaphs begrenzt, dafür kann er erheblich tiefer tauchen. Ein militärisches U-Boot erreicht etwa 600 Meter Tauchtiefe, der Tiefenrekord des Bathyscaphs Trieste liegt bei über 10.910 Metern.
Durch die geringe Manövrierfähigkeit sind Bathyscaphe auf Unterstützung durch ein Mutterschiff angewiesen. Sie werden entweder ins Zielgebiet geschleppt oder an Bord mitgeführt und am Bestimmungsort zu Wasser gelassen. Auch die Befüllung mit Auftriebsflüssigkeit und Eisenballast erfolgt meist erst am Einsatzort.

## Geschichte

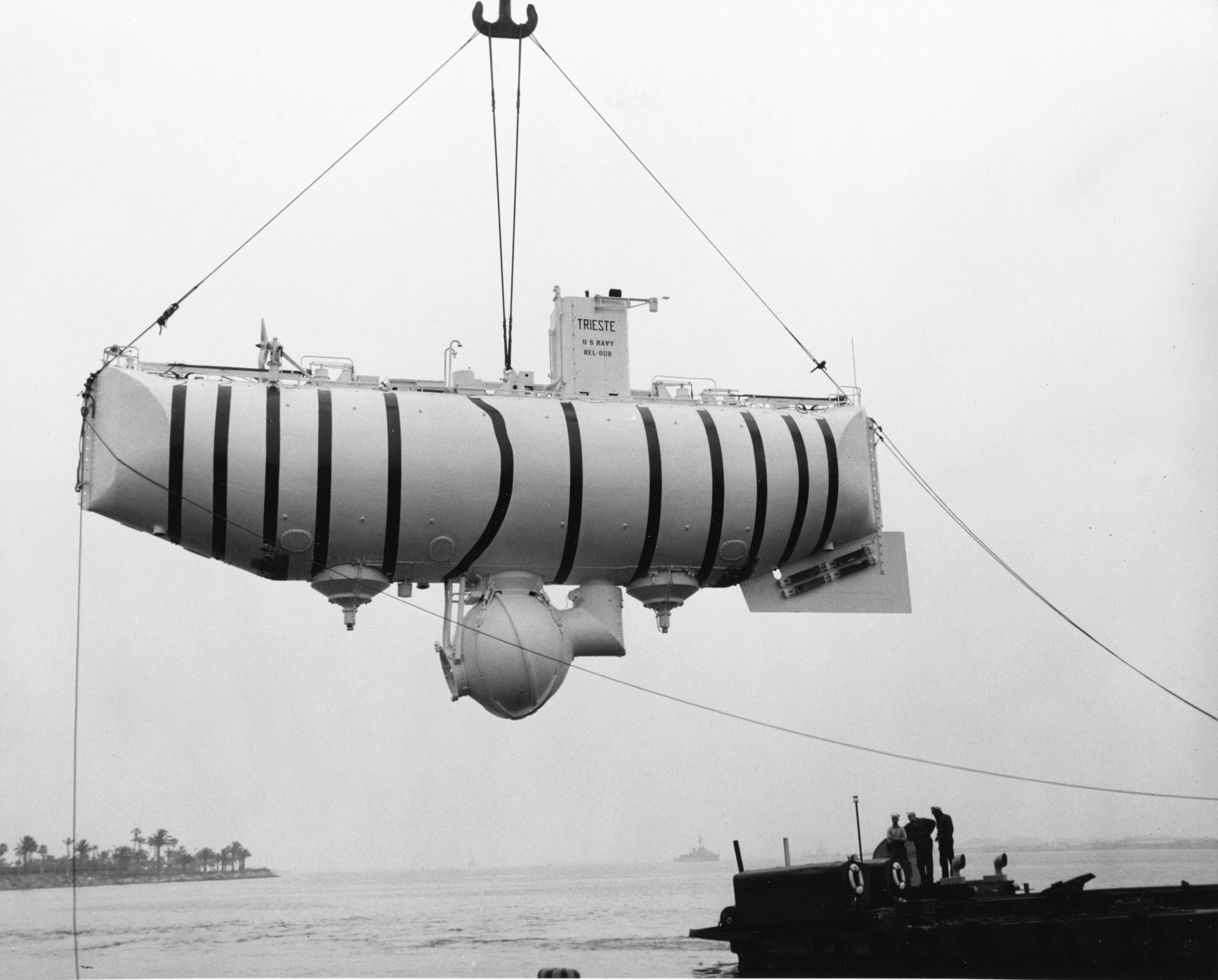
Der Bathyscaphe Trieste

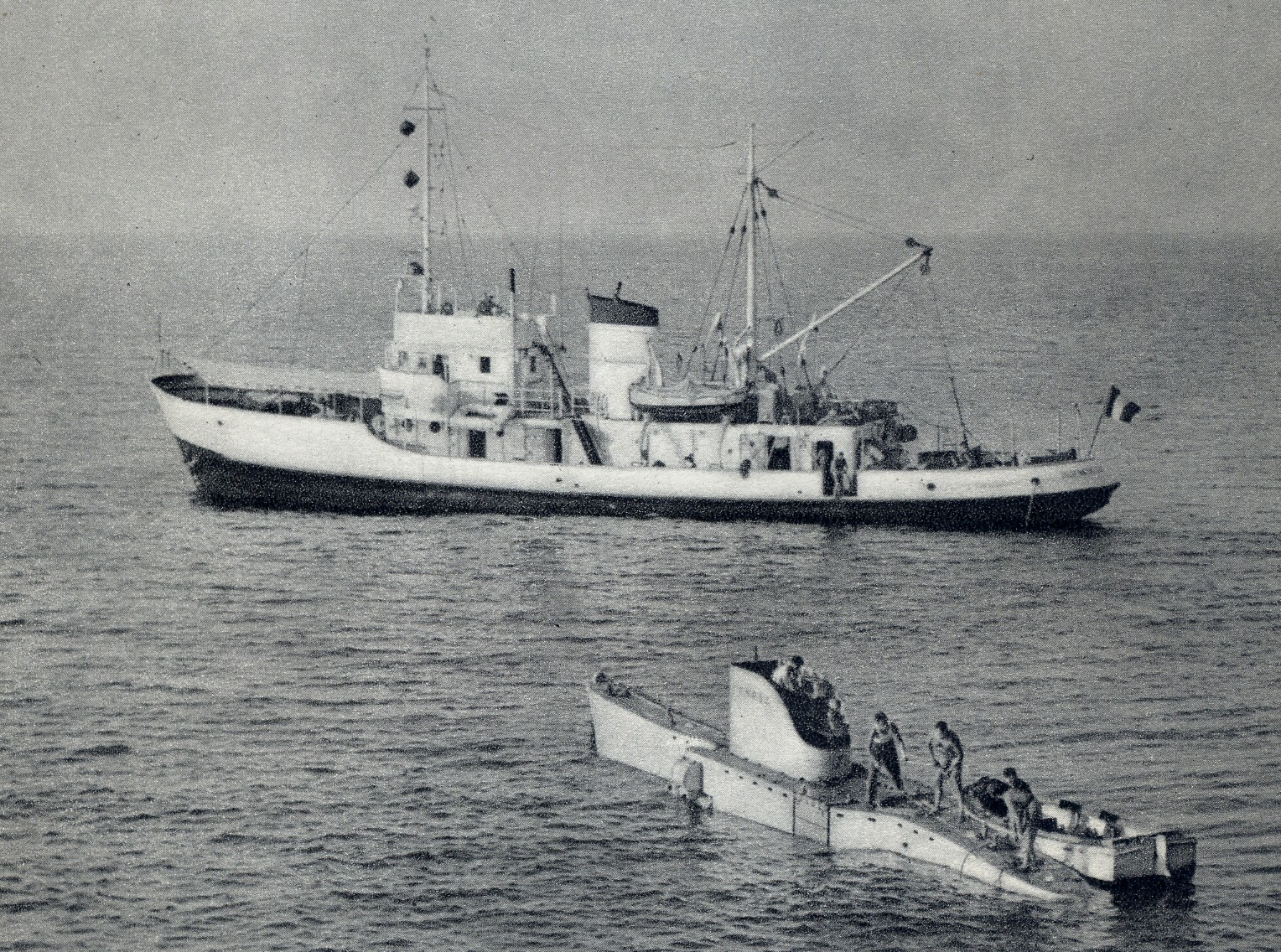
FNRS-3 auf See mit Mutterschiff Elie Monnier

Das Konzept des Bathyscaphs entwickelte der Schweizer Physiker Auguste Piccard während der 1930er Jahre. Piccard hatte zuvor eine Druckkapsel erfunden, mit der er 1931 unter einem Ballon bis auf 15.785 Meter Höhe aufstieg und am 18. August 1932 mit einem Ballon auf 16.940 Meter in die Stratosphäre vordrang. Die Druckkapsel und der Ballon waren nach der fördernden belgischen Gesellschaft benannt, FNRS-1 nach „Fonds National de la Recherche Scientifique“. Durch die Anwendung des Prinzips des Stratosphärenballons auf die Tiefen des Ozeans entstand das Bathyscaph, die FNRS-2, welche ab 1946 gebaut und 1948 erprobt wurde.
1953 tauchte er erstmals mit einem Bathyscaph, der Trieste, einer Weiterentwicklung des Vorläufers FNRS-2, vor der Mittelmeerinsel Ponza in eine Tiefe von 3150 Meter hinab. Einen weiteren Tiefenrekord stellte der französische Bathyscaph FNRS-3 im Februar 1954 auf und erreichte in der Nähe von Dakar 4050 m, was die Trieste 1959 im Pazifik übertraf. Am 23. Januar 1960 schließlich tauchte die Trieste auf die bis 2012 (Deepsea Challenger) gültige Rekordtiefe von 10.740 oder je nach Messung 10.916 Meter, an einer Stelle am Grund des Marianengrabens, dem Challengertief, hinunter. Hier widerstand das Tiefseetauchboot einem Druck von 1170 bar, dem 1155-fachen des mittleren Luftdruckes in Meereshöhe.
Nach diesen Rekordfahrten führten die damaligen Bathyscaphen vor allem wissenschaftliche Expeditionen zur Erforschung des Meeresbodens und tiefer Wasserschichten durch. Daneben wurden derartige Fahrzeuge immer an der Suche nach gesunkenen U-Booten beteiligt, erstmals 1963, als die Trieste das Wrack des amerikanischen Atom-U-Bootes Thresher untersuchte. Auch die französische Archimède wurde 1968 und 1970 zur Suche nach den im Mittelmeer gesunkenen U-Booten Eurydice und Minerve (beides Einheiten der Daphné-Klasse) eingesetzt. 1970 führte dieses Fahrzeug sogar eine Bergung des unbemannt havarierten Tauchbootes Cyana durch, indem durch einen Manipulator der Notballast abgetrennt wurde. Bis 1980 wurden alle Bathyscaphen außer Dienst gestellt, zuletzt die Trieste II.

## Ausblick
Im Vergleich zu den Offshore-Arbeitstauchbooten und den Forschungstauchbooten wie Alvin sind die Bathyscaphen eher unbeweglich und daher nur eingeschränkt nutzbar. Ihre Bauweise ist vergleichsweise empfindlich und ihr Einsatz aufwendig. Ihr Vorteil liegt in der großen erreichbaren Tauchtiefe, der größtmöglichen überhaupt. Die Erreichbarkeit derartiger Tiefen (in Tiefseerinnen) ist für die meisten wissenschaftlichen Untersuchungen jedoch nicht notwendig. 
Am 26. März 2012 erreichte James Cameron mit seinem Boot Deepsea Challenger alleine und als dritter Mensch insgesamt den Grund des Challengertiefs im Marianengraben. Anstelle des Benzins verwendete Cameron ein kompaktes Material für den Auftriebskörper.
Forschung in größerer Tiefe wird zukünftig auch mit unbemannten Tauchrobotern (Remotely Operated Vehicle, ROV) bzw. dynamisch tauchenden Kleinsttauchbooten betrieben werden. Der japanische Tauchroboter Kaikō erreichte bereits 1995 den zuvor nur von der Trieste betauchten Boden des Marianengrabens. Für Forschungsziele in geringerer Tiefe existieren verschiedene Forschungs- und Arbeitstauchboote. Soweit bekannt, sind alle bisher gebauten Bathyscaphen außer Dienst gestellt.
Ähnlich wie die Bathyscaphen verwenden viele Tiefsee-U-Boote, angefangen mit der Alvin und der kanadischen Pisces-Serie, kugelförmige Druckkörper, die sich – wie bei der Archimède erstmals angewandt – in einem stromlinienförmigen und drucklosen Rumpf befinden. Konstruktionen wie etwa das amerikanische U-Boot Aluminaut, welches Ballast in Form eines Bleikiels zum Auftauchen abwarf, werden nicht mehr verwendet.

## Bekannte Bathyscaphen

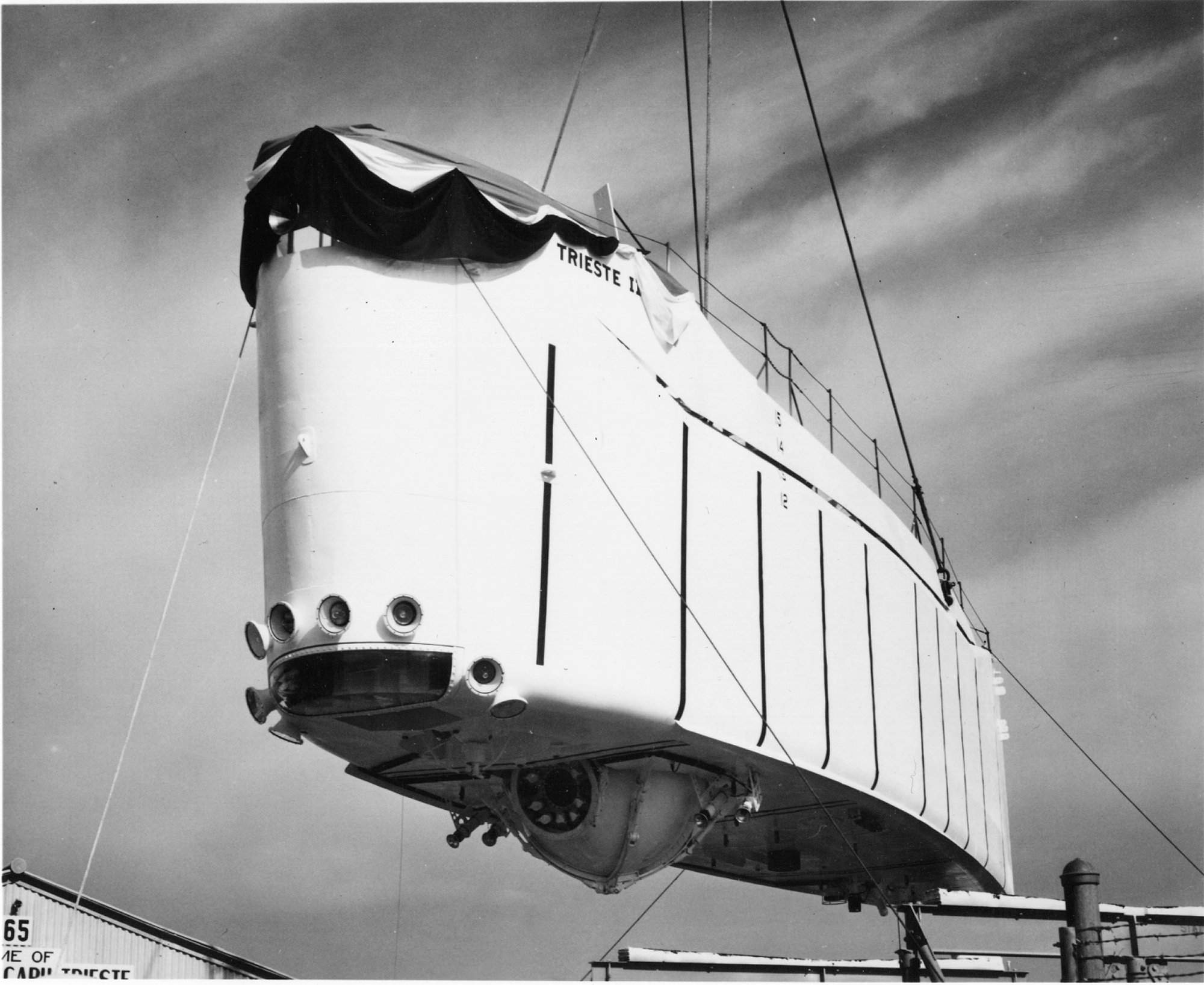
Trieste II, erste Form des Auftriebskörpers

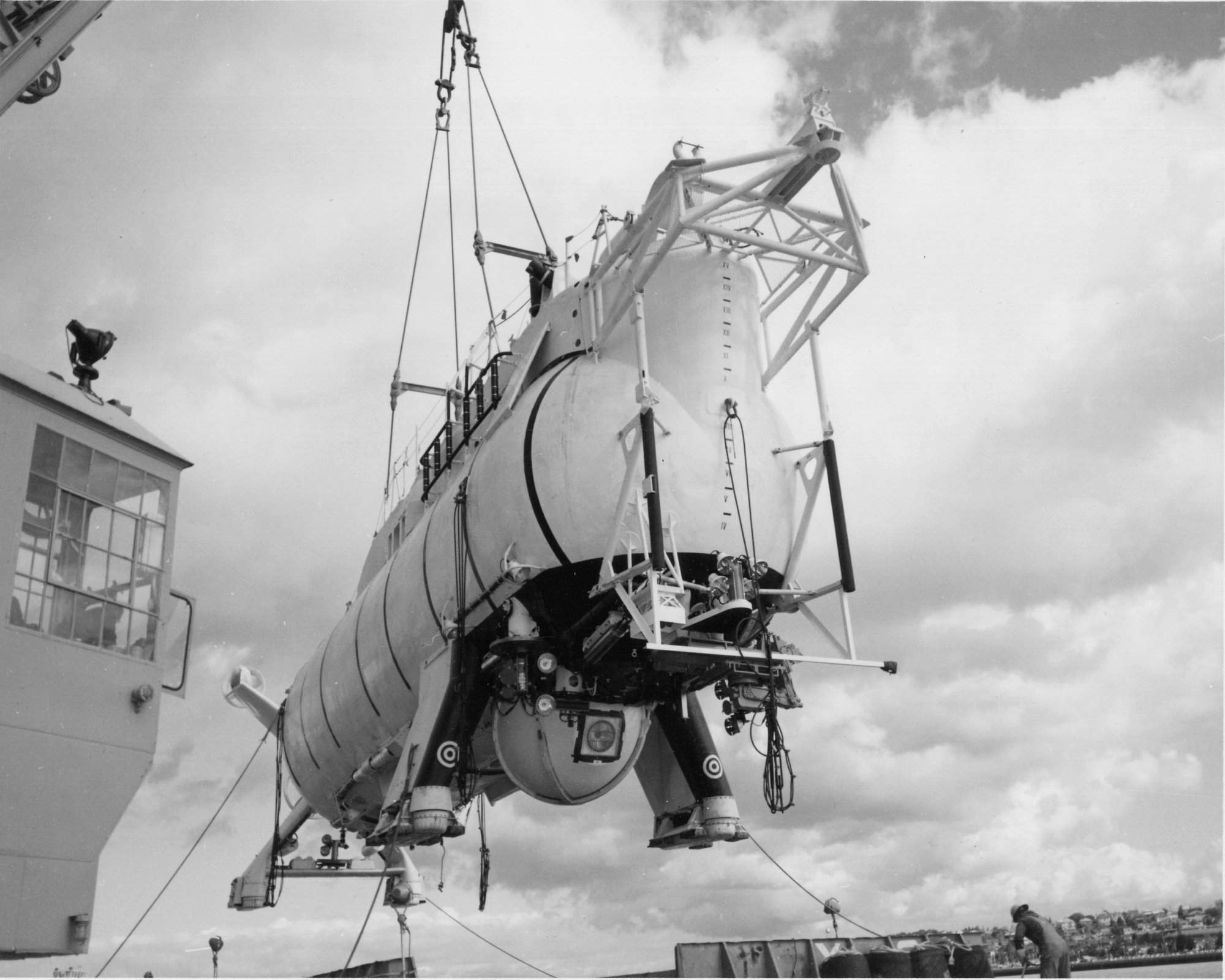
Späterer Druckkörper der Trieste II

FNRS 21946 in Belgien gebaut; erster Bathyscaph, weitgehend Ballontyp mit siloförmigem Auftriebskörper und darunterhängender Druckkugel. 1948 für bemannte Versuche bis 25 m und unbemannt bis 1400 m genutzt, durch Seegang schwer beschädigt. Förderung durch belgische Gesellschaft FNRS (Fonds National de la Recherche Scientifique).
Trieste1953 in Italien gebaut; das erste bemannte Forschungsboot, ursprünglich durch die italienische Stadt Triest gefördertes Forschungsvorhaben. Zwei Tiefenrekorde: 3050 m (1953), 10.910 m (1960).
FNRS 31954 in Frankreich gebaut, Weiterentwicklung mit verbessertem, bootsförmigem Auftriebskörper. Stellte 1954 mit 4050 m Tiefe den Rekord der Trieste ein. Erneut Förderung durch FNRS, Verwendung des Druckkörpers von FNRS-2.
Archimède1961 in Frankreich gebaut; Forschungsboot mit großer Bootsähnlichkeit. Druckkörperkugel für 3 Personen im Rumpf integriert. Tieftauchgang im Kurilengraben nahe Japan auf nahezu 10.000 m. Kann nahezu 1 t an Forschungsausrüstung tragen.
Trieste II1968 gebaut; Tauchboot mit mehrfach umgebautem, verbessertem Auftriebskörper in Torpedo- bzw. Weberschiffchenform. Druckkörperkugel teilweise im Rumpf integriert.
Abgesehen von der FNRS 2, deren Druckkörper in der FNRS 3 weiterverwendet wurde, sind alle oben genannten Bathyscaphe heute als Museumsstücke erhalten geblieben. Dabei befindet sich die FNRS 3 als Denkmal im Marinearsenal von Toulon, die Trieste im National Museum of the United States Navy in Washington, D.C., die Archimède im Museum La cité de la mer in Cherbourg und die Trieste II im Naval Undersea Museum in Keyport, Washington. Zusätzlich befindet sich ein Probeguss des Druckkörpers der Trieste im Deutschen Museum in München.
Auch in der Sowjetunion existierten Pläne für den Bau von Bathyscaphen. Die verschiedenen in Leningrad vom OKB Giprorybflot entwickelten Entwürfe mit den Bezeichnungen B-5, B-11 und DSB-11 besaßen stromlinienförmige Auftriebskörper in der Art von FNRS-3; die Tauchtiefen wurden auf maximal 5.000 bis 12.000 m ausgelegt. Umgesetzt wurden diese Entwürfe jedoch nicht.